# Arsenura
Arsenura är ett släkte av fjärilar. Arsenura ingår i familjen påfågelsspinnare.

## Bildgalleri

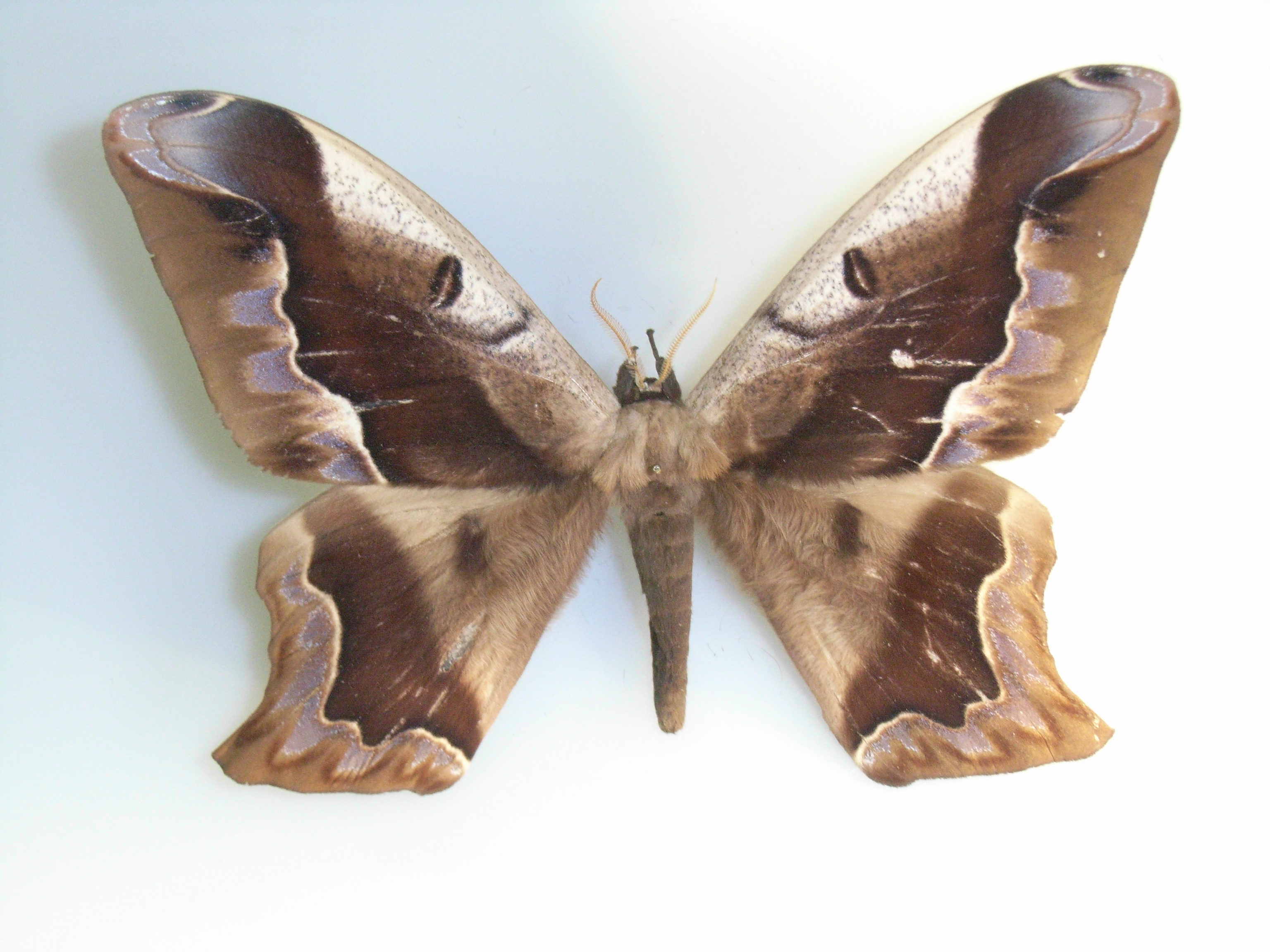
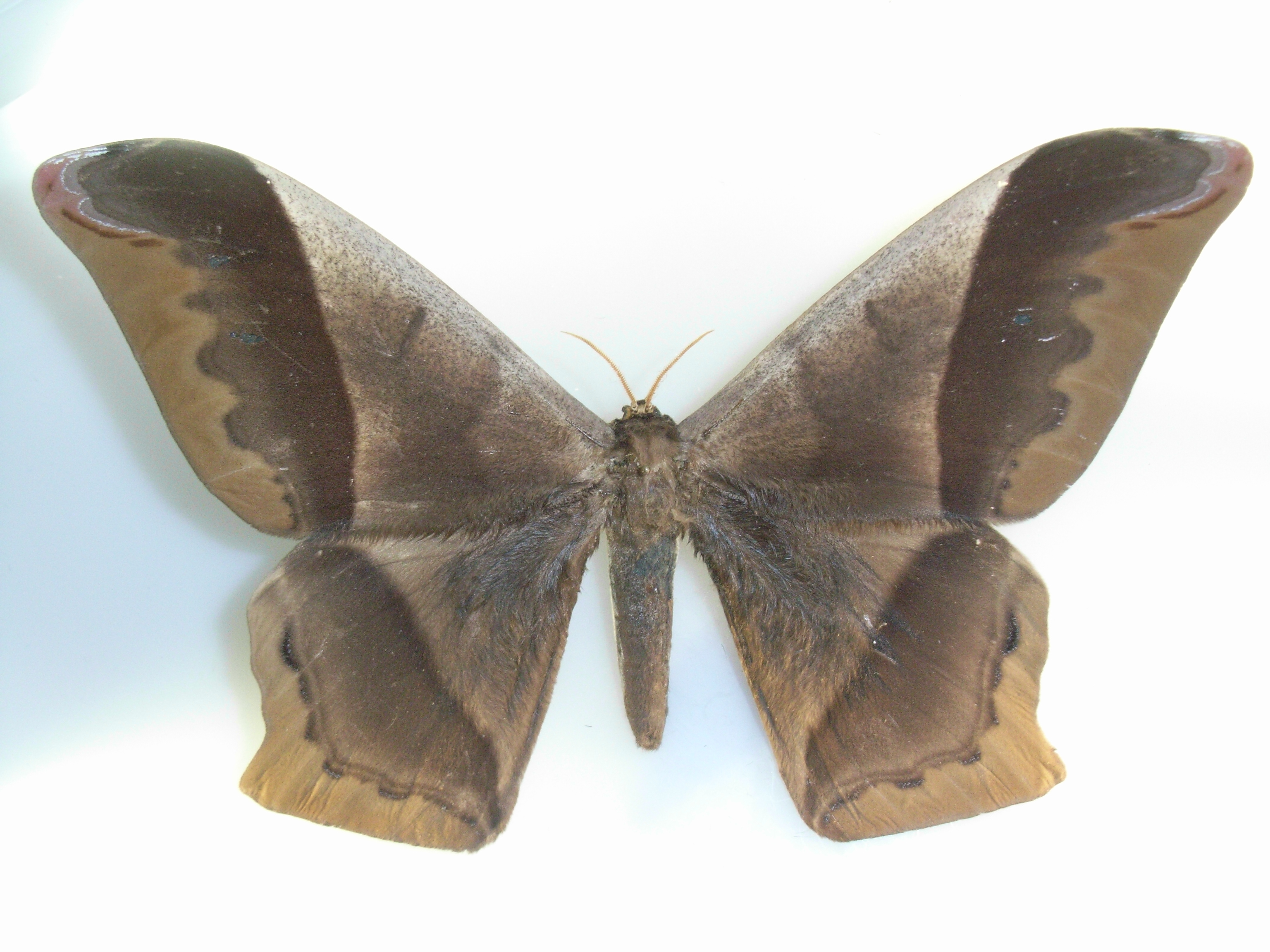

## Dottertaxa tillArsenura, i alfabetisk ordning[1]
- Arsenura albopicta
- Arsenura alcmene
- Arsenura angulatus
- Arsenura arcaei
- Arsenura archianassa
- Arsenura armida
- Arsenura aspasia
- Arsenura aurantiaca
- Arsenura batesii
- Arsenura beebei
- Arsenura biundulata
- Arsenura cassandra
- Arsenura championi
- Arsenura ciocolatina
- Arsenura columbiana
- Arsenura crenulata
- Arsenura cymonia
- Arsenura delormei
- Arsenura d'orbignyana
- Arsenura drucei
- Arsenura erythrinae
- Arsenura guianensis
- Arsenura hercules
- Arsenura meander
- Arsenura mestiza
- Arsenura mossi
- Arsenura niepelti
- Arsenura oweni
- Arsenura pandora
- Arsenura paranensis
- Arsenura pelias
- Arsenura polyodonta
- Arsenura ponderosa
- Arsenura rebeli
- Arsenura richardsoni
- Arsenura romulus
- Arsenura sylla
- Arsenura thomsoni
- Arsenura undilinea
- Arsenura xanthopus